# Alexander Antonowitsch Stuckenberg

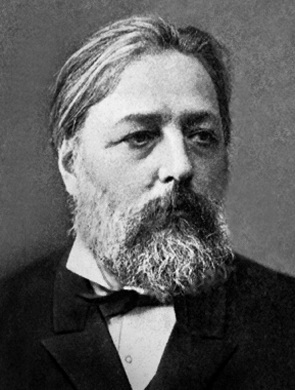
Alexander Antonowitsch Stuckenberg

Alexander Antonowitsch Stuckenberg (russisch Александр Антонович Штукенберг; * 7. Septemberjul. / 19. September 1844greg. in Wyschni Wolotschok, Gouvernement Twer; † 31. Märzjul. / 13. April 1905greg. in Kasan) war ein russischer Geologe, Paläontologe und Hochschullehrer.

## Leben
Stuckenbergs Vater Anton Iwanowitsch Stuckenberg war Ingenieur und Bauleiter der Nikolaibahn. Der Großvater Johann Christian Stuckenberg aus Blankenburg im Herzogtum Oldenburg trat 1807 in den russischen Militärdienst und wurde als Geograph bekannt.
Der junge Stuckenberg erhielt seine Bildung zunächst zu Hause und dann im St. Petersburger Pensionat Keller. 1856 begann er das Studium am St. Petersburger Institut für Verkehrsingenieurwesen. Da ihn die technischen Wissenschaften nicht befriedigten, verließ er 1861 das Institut, um sich den Naturwissenschaften zu widmen. Nur kurz konnte er als Gasthörer an der Universität St. Petersburg Vorlesungen besuchen, da die Universität dann zeitweise geschlossen wurde. Im September 1862 bestand er am 2. Charkower Gymnasium die Abschlussprüfung, so dass er nun Student an der Universität Charkow in der physikalisch-mathematischen Fakultät werden konnte. Nach einem Jahr kehrte er an die Universität St. Petersburg zurück und studierte insbesondere Mineralogie bei Platon Alexandrowitsch Pusyrewski und Geologie bei Eduard Iwanowitsch Hofman. Bei seiner ersten geologischen Exkursion unter Pusyrewskis Leitung nach Finnland und ins Gouvernement Olonez mit Untersuchungen am Nordufer des Ladogasees sammelte er Material für seine Kandidat-Dissertation, mit der er  1867 das Studium als Kandidat abschloss.
Stuckenberg bereitete sich nun auf eine Professur vor. Ab 1870 bereiste er die Krim und führte Exkursionen in die Gouvernements St, Petersburg, Nowgorod, Pskow und Witebsk durch. 1873 wurde er mit seiner Dissertation über die Geologie der Krim zum Magister der Mineralogie und Geognosie promoviert.
Darauf wurde Stuckenberg auf Anraten der Universität Kasan 1873 als Dozent auf den Lehrstuhl für Geologie und Paläontologie der Universität Kasan berufen. Infolgedessen war er nun genötigt, vorerst die beabsichtigten Untersuchungen des Devons aufzugeben und sich auf die Geologie des Ostens des europäischen Russlands zu konzentrieren. Er bereiste die Gouvernements Kasan, Perm, Wjatka, Simbirsk, Samara, Saratow, Orenburg und Astrachan. Er besuchte Baku, Krasnowodsk und die Insel Tscheleken an der Ostküste des Kaspischen Meeres. 1874 wurde er Vizepräsident der Gesellschaft der Naturforscher an der Universität Kasan (1880 Präsident). 1875 verteidigte er seine Doktor-Dissertation über seine Reisen in das Petschora-Gebiet und die Timan-Tundra, worauf er Außerordentlicher Professor auf dem Lehrstuhl für Geologie und Paläontologie der Universität Kasan wurde (1876 Ordentlicher Professor). 1878 wurde er Mitglied der Kasaner Gesellschaft für Geschichte, Archäologie und Ethnographie, die eine eigene Zeitschrift herausgab. 1882 beteiligte er sich an den Arbeiten im Ural-Gebiet und in den Gouvernements Perm und Orenburg zur Erstellung einer geologischen Karte des europäischen Russlands. 1898 wurde er als Verdienter Professor geehrt. Nach seinem Tode wurde sein Lehrstuhl von Pjotr Iwanowitsch Krotow übernommen.

## Ehrungen
- Russischer Orden der Heiligen Anna II. Klasse (1887)
- Sankt-Stanislaus-Orden I. Klasse (1890) zusammen mit der Goldmedaille des Komitees der Kasaner Ausstellung für Wissenschaft und Gewerbe